# Casas de Benítez
Casas de Benítez é um município da Espanha, na província de Cuenca, comunidade autônoma de Castela-Mancha. Tem 46,74 km² de área e em 2021 tinha 816 habitantes (densidade: 17,5 hab./km²). Limita com os municípios de Casas de Guijarro, Fuensanta, Pozoamargo, La Roda, Sisante, Tarazona de la Mancha e Villalgordo del Júcar.